# Ceratosoma peyerimhoffi
Ceratosoma peyerimhoffi är en mångfotingart som beskrevs av Henri W. Brölemann 1902. Ceratosoma peyerimhoffi ingår i släktet Ceratosoma och familjen knöldubbelfotingar. Inga underarter finns listade i Catalogue of Life.